# Giro del Lussemburgo 1962
Il Giro del Lussemburgo 1962, ventiseiesima edizione della corsa, si svolse dal 15 al 18 giugno su un percorso di 826 km ripartiti in 4 tappe, con partenza a Lussemburgo e arrivo a Esch-sur-Alzette. Fu vinto dal belga Jef Planckaert della Flandria-Faema davanti ai suoi connazionali Willy Schroeders e Frans De Mulder. Per la prima volta nella storia della competizione i tre posti del podio finale furono occupati da altrettanti ciclisti belgi.

## Tappe
| Tappa  | Data      | Percorso                    | km  | Vincitore di tappa | Leader cl. generale |
| ------ | --------- | --------------------------- | --- | ------------------ | ------------------- |
| 1ª     | 15 giugno | Lussemburgo > Lussemburgo   | 212 | Frans Melckenbeeck |                     |
| 2ª     | 16 giugno | Lussemburgo > Bettembourg   | 165 | Willy Vannitsen    |                     |
| 3ª     | 17 giugno | Bettembourg > Diekirch      | 248 | Jef Planckaert     |                     |
| 4ª     | 18 giugno | Diekirch > Esch-sur-Alzette | 200 | Theo Nys           | Jef Planckaert      |
| Totale | Totale    | Totale                      | 826 |                    |                     |

## Dettagli delle tappe

### 1ª tappa
- 15 giugno: Lussemburgo > Lussemburgo – 212 km

| Pos. | Corridore          | Squadra | Tempo    |
| ---- | ------------------ | ------- | -------- |
| 1    | Frans Melckenbeeck | Mercier | 5h55'11" |
| 2    | Frans De Mulder    | Wiel's  | s.t.     |
| 3    | Tom Simpson        | Gitane  | s.t.     |

| Pos. | Corridore | Squadra | Tempo |
| ---- | --------- | ------- | ----- |

### 2ª tappa
- 16 giugno: Lussemburgo > Bettembourg – 165 km

| Pos. | Corridore        | Squadra  | Tempo    |
| ---- | ---------------- | -------- | -------- |
| 1    | Willy Vannitsen  | Wiel's   | 3h55'48" |
| 2    | Tom Simpson      | Gitane   | s.t.     |
| 3    | Willy Schroeders | Flandria | s.t.     |

| Pos. | Corridore | Squadra | Tempo |
| ---- | --------- | ------- | ----- |

### 3ª tappa
- 17 giugno: Bettembourg > Diekirch – 248 km

| Pos. | Corridore        | Squadra  | Tempo    |
| ---- | ---------------- | -------- | -------- |
| 1    | Jef Planckaert   | Flandria | 7h21'20" |
| 2    | Frans De Mulder  | Wiel's   | a 1'42"  |
| 3    | Willy Schroeders | Flandria | s.t.     |

| Pos. | Corridore | Squadra | Tempo |
| ---- | --------- | ------- | ----- |

### 4ª tappa
- 18 giugno: Diekirch > Esch-sur-Alzette – 200 km

| Pos. | Corridore       | Squadra  | Tempo    |
| ---- | --------------- | -------- | -------- |
| 1    | Theo Nys        | Flandria | 5h54'22" |
| 2    | Edouard Bihouee | Mercier  | s.t.     |
| 3    | Willy Vannitsen | Wiel's   | a 44"    |

| Pos. | Corridore        | Squadra  | Tempo     |
| ---- | ---------------- | -------- | --------- |
| 1    | Jef Planckaert   | Flandria | 23h07'25" |
| 2    | Willy Schroeders | Flandria | a 1'38"   |
| 3    | Frans De Mulder  | Wiel's   | a 2'40"   |

## Classifiche finali

### Classifica generale
| Pos. | Corridore           | Squadra                           | Tempo     |
| ---- | ------------------- | --------------------------------- | --------- |
| 1    | Jef Planckaert      | Flandria-Faema                    | 23h07'25" |
| 2    | Willy Schroeders    | Flandria-Faema                    | a 1'38"   |
| 3    | Frans De Mulder     | Wiel's-Groene Leeuw               | a 2'40"   |
| 4    | Dieter Puschel      | Wiel's-Groene Leeuw               | a 2'46"   |
| 5    | Federico Bahamontes | Margnat-Paloma-D Alessandro       | s.t.      |
| 6    | Victor Van Schil    | Mercier-BP-Hutchinson             | a 3'18"   |
| 7    | Bas Maliepaard      | Gitane-Leroux-Dunlop-R. Geminiani | a 3'21"   |
| 8    | Piet Rentmeester    | Gitane-Leroux-Dunlop-R. Geminiani | a 3'59"   |
| 9    | Daniel Doom         | Wiel's-Groene Leeuw               | a 4'54"   |
| 10   | Henri De Wolf       | Gitane-Leroux-Dunlop-R. Geminiani | a 4'55"   |